# Heksenboom (Sint Anthonis)

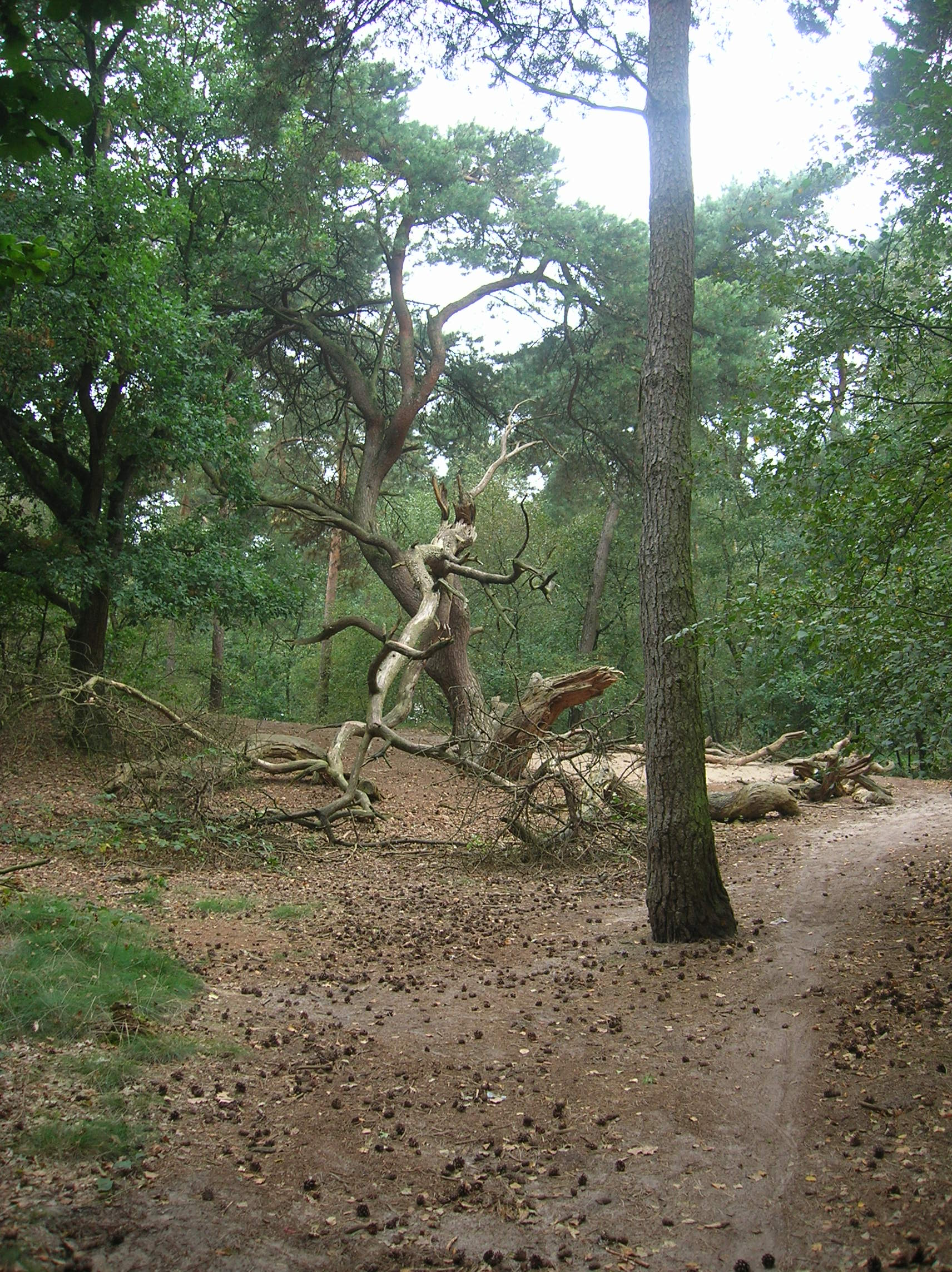
De Heksenboom

De Heksenboom is de bekendste boom in het Sint Anthonisbos (lokaal de Staatsbossen genoemd) in Sint Anthonis. Deze boom bevat vele vergroeiingen die in de loop der jaren zijn ontstaan door het stuifzand. Grote delen van de boom zijn door de zandverstuivingen onder de grond komen te zitten. Vroeger werden er verschillende fabels over deze boom verteld, zoals dat heksen er bij elkaar zouden komen. De boom vormt een toeristische attractie. Het nabijgelegen restaurant bij camping De Ullingse Bergen is naar de Heksenboom vernoemd. Het gaat niet goed met de oude boom. Grote delen zijn aan het verdorren en afsterven.

## Andere heksenbomen
Er zijn meer bomen bekend als heksenboom, b.v. de Heksenboom in Bladel.